# Lathromeris
Lathromeris is een geslacht van vliesvleugeligen uit de familie van de Trichogrammatidae. De wetenschappelijke naam van dit geslacht is voor het eerst geldig gepubliceerd in 1856 door Förster.

## Soorten
Het geslacht Lathromeris omvat de volgende soorten:
- Lathromeris argentina De Santis, 1957
- Lathromeris atripes (Girault, 1929)
- Lathromeris baetica Novicki, 1936
- Lathromeris balcanica (Nowicki, 1940)
- Lathromeris brevipenis Lou & Cong, 1997
- Lathromeris cecidomyiiae Viggiani & Laudonia, 1994
- Lathromeris chinderaensis (Girault, 1915)
- Lathromeris danica (Kryger, 1919)
- Lathromeris fasciata (Girault, 1912)
- Lathromeris germanica (Girault, 1914)
- Lathromeris gracilicornis Lin, 1994
- Lathromeris hesperus Pinto, 2006
- Lathromeris koreanica Hu, Lin & Kim, 2007
- Lathromeris lessingi (Girault, 1938)
- Lathromeris longiciliata (Girault, 1915)
- Lathromeris longipenis Lin, 1994
- Lathromeris luci (Girault, 1920)
- Lathromeris occidentalis (Girault, 1915)
- Lathromeris ovicida (Risbec, 1956)
- Lathromeris oviducta (Girault, 1929)
- Lathromeris polonica (Nowicki, 1927)
- Lathromeris scutellaris Förster, 1856
- Lathromeris tumiclavata Lin, 1994
- Lathromeris unfasciata (Girault, 1915)
- Lathromeris viggianii Yousuf & Shafee, 1988
- Lathromeris yousufi Hayat, 2009